# Olympische Sommerspiele 2004/Rudern – Zweier ohne Steuermann
Der Ruderwettbewerb im Zweier ohne Steuermann der Männer bei den Olympischen Spielen 2004 in Athen wurde vom 14. bis zum 21. August 2004 im Schinias Olympic Rowing and Canoeing Centre ausgetragen. 26 Athleten in 13 Booten traten an.
Die Ruderregatta, die über 2000 Meter ausgetragen wurde, begann mit drei Vorläufen. Die ersten drei Boote zogen ins Halbfinale ein, die restlichen starteten im Hoffnungslauf. Hier konnten sich ebenfalls die ersten drei Boote für das Halbfinale qualifizieren. Das verbliebene Boot schied aus.
In den beiden Halbfinals kamen die ersten drei Boote ins Finale A, die restlichen ins Finale B zur Ermittlung der Plätze 7 bis 12.
Die jeweils qualifizierten Ruderer sind hellgrün unterlegt.
Die Medaillen gingen an die gleichen drei Boote, die bei den Weltmeisterschaften 2003 die Medaillen gewonnen haben und zwar mit dem identischen Zieleinlauf. 

## Titelträger
| Olympiasieger | Besatzung: Michel Andrieux, Jean-Christophe Rolland | Sydney 2000  |
| Weltmeister   | Australien Besatzung: Drew Ginn, James Tomkins      | Mailand 2003 |

## Vorläufe
Samstag, 14. August 2004
- Qualifikationsnormen: Platz 1-3 -> Halbfinale, ab Platz 4 -> Hoffnungslauf

### Vorlauf 1
| Platz | Bahn | Nation                 | Athleten                                 | Zeit (min) | Qualifikation |
| ----- | ---- | ---------------------- | ---------------------------------------- | ---------- | ------------- |
| 1     | 2    | Australien             | Drew Ginn, James Tomkins                 | 6:55,04    | Halbfinale    |
| 2     | 3    | Serbien und Montenegro | Nikola Stojić, Mladen Stegić             | 6:58,11    | Halbfinale    |
| 3     | 4    | Großbritannien         | Toby Garbett, Rick Dunn                  | 6:58,95    | Halbfinale    |
| 4     | 5    | Argentinien            | Walter Naneder, Marcos Morales Sarmiento | 7:02,29    | Hoffnungslauf |
| 5     | 1    | Slowenien              | Matija Pavšič, Andrej Hrabar             | 7:05,36    | Hoffnungslauf |

### Vorlauf 2
| Platz | Bahn | Nation             | Athleten                        | Zeit (min) | Qualifikation |
| ----- | ---- | ------------------ | ------------------------------- | ---------- | ------------- |
| 1     | 2    | Südafrika          | Donovan Cech, Ramon di Clemente | 6:57,06    | Halbfinale    |
| 2     | 3    | Kroatien           | Siniša Skelin, Nikša Skelin     | 7:01,28    | Halbfinale    |
| 3     | 1    | Vereinigte Staaten | Luke Walton, Artour Samsonov    | 7:11,81    | Halbfinale    |
| 4     | 4    | Tschechien         | Adam Michálek, Petr Imre        | 7:26,19    | Hoffnungslauf |

### Vorlauf 3
| Platz | Bahn | Nation      | Athleten                           | Zeit (min) | Qualifikation |
| ----- | ---- | ----------- | ---------------------------------- | ---------- | ------------- |
| 1     | 1    | Neuseeland  | Nathan Twaddle, George Bridgewater | 6:54,75    | Halbfinale    |
| 2     | 3    | Kanada      | David Calder, Christopher Jarvis   | 6:56,23    | Halbfinale    |
| 3     | 2    | Italien     | Giuseppe De Vita, Dario Lari       | 7:03,12    | Halbfinale    |
| 4     | 4    | Deutschland | Tobias Kühne, Jan Herzog           | 7:14,16    | Hoffnungslauf |

## Hoffnungslauf
Dienstag, 17. August 2004
- Qualifikationsnormen: Platz 1-3 -> Halbfinale, Platz 4 -> ausgeschieden

| Platz | Bahn | Nation      | Athleten                                 | Zeit (min) | Qualifikation |
| ----- | ---- | ----------- | ---------------------------------------- | ---------- | ------------- |
| 1     | 3    | Deutschland | Tobias Kühne, Jan Herzog                 | 6:28,40    | Halbfinale    |
| 2     | 4    | Argentinien | Walter Naneder, Marcos Morales Sarmiento | 6:28,98    | Halbfinale    |
| 3     | 1    | Slowenien   | Matija Pavšič, Andrej Hrabar             | 6:30,89    | Halbfinale    |
| 4     | 2    | Tschechien  | Adam Michálek, Petr Imre                 | 6:33,24    | ausgeschieden |

## Halbfinale
Mittwoch, 18. August 2004
- Qualifikationsnormen: Plätze 1-3 ->Finale A, ab Platz 4 ->Finale B

### Halbfinale A/B 1
| Platz | Bahn | Nation         | Athleten                                 | Zeit (min) | Qualifikation |
| ----- | ---- | -------------- | ---------------------------------------- | ---------- | ------------- |
| 1     | 4    | Australien     | Drew Ginn, James Tomkins                 | 6:22,60    | Finale A      |
| 2     | 2    | Kroatien       | Siniša Skelin, Nikša Skelin              | 6:23,57    | Finale A      |
| 3     | 3    | Neuseeland     | Nathan Twaddle, George Bridgewater       | 6:24,49    | Finale A      |
| 4     | 1    | Großbritannien | Toby Garbett, Rick Dunn                  | 6:25,06    | Finale B      |
| 5     | 5    | Italien        | Giuseppe De Vita, Dario Lari             | 6:31,26    | Finale B      |
| 6     | 6    | Argentinien    | Walter Naneder, Marcos Morales Sarmiento | 7:19,57    | Finale B      |

### Halbfinale A/B 2
| Platz | Bahn | Nation                 | Athleten                         | Zeit (min) | Qualifikation |
| ----- | ---- | ---------------------- | -------------------------------- | ---------- | ------------- |
| 1     | 1    | Deutschland            | Tobias Kühne, Jan Herzog         | 6:25,47    | Finale A      |
| 2     | 2    | Serbien und Montenegro | Nikola Stojić, Mladen Stegić     | 6:27,50    | Finale A      |
| 3     | 3    | Südafrika              | Donovan Cech, Ramon di Clemente  | 6:28,48    | Finale A      |
| 4     | 5    | Vereinigte Staaten     | Luke Walton, Artour Samsonov     | 6:32,51    | Finale B      |
| 5     | 6    | Slowenien              | Matija Pavšič, Andrej Hrabar     | 6:46,12    | Finale B      |
|       | 4    | Kanada                 | David Calder, Christopher Jarvis | DSQ 1      | Finale B      |

## Finale

### A-Finale
Samstag, 21. August 2004, 9:30 Uhr MESZ

Anmerkung: zur Ermittlung der Plätze 1 bis 6
| Platz | Bahn | Nation                 | Athleten                           | Zeit (min) |
| ----- | ---- | ---------------------- | ---------------------------------- | ---------- |
| 1     | 4    | Australien             | Drew Ginn, James Tomkins           | 6:30,76    |
| 2     | 2    | Kroatien               | Siniša Skelin, Nikša Skelin        | 6:32,64    |
| 3     | 1    | Südafrika              | Donovan Cech, Ramon di Clemente    | 6:33,40    |
| 4     | 6    | Neuseeland             | Nathan Twaddle, George Bridgewater | 6:34,24    |
| 5     | 5    | Serbien und Montenegro | Nikola Stojić, Mladen Stegić       | 6:39,74    |
| 6     | 3    | Deutschland            | Tobias Kühne, Jan Herzog           | 6:46,50    |

### B-Finale
Donnerstag, 19. August 2004, 10:40 Uhr MESZ

Anmerkung: zur Ermittlung der Plätze 7 bis 12
| Platz | Bahn | Nation             | Athleten                                 | Zeit (min) |
| ----- | ---- | ------------------ | ---------------------------------------- | ---------- |
| 7     | 4    | Großbritannien     | Toby Garbett, Rick Dunn                  | 6:22,04    |
| 8     | 5    | Italien            | Giuseppe De Vita, Dario Lari             | 6:22,08    |
| 9     | 2    | Slowenien          | Matija Pavšič, Andrej Hrabar             | 6:27,11    |
| 10    | 6    | Argentinien        | Walter Naneder, Marcos Morales Sarmiento | 6:27,88    |
| 11    | 3    | Vereinigte Staaten | Luke Walton, Artour Samsonov             | 6:30,49    |
| 12    |      | Kanada             | David Calder, Christopher Jarvis         | DNS        |

### Weiteres Klassement ohne Finals
| Platz | Nation     | Athleten                 | Zeit (min) |
| ----- | ---------- | ------------------------ | ---------- |
| 13    | Tschechien | Adam Michálek, Petr Imre | –          |